# Историја уметности
Историја уметности је истраживање историјског контекста дела у односу на ствараоце и периоде у визуелним уметностима. Схватање уметности, кроз историјску класификацију у визуелним уметностима, као што су сликарство, вајарство, архитектура и примењене уметности (декоративне и у новије време дизајн и фотографија), је главни задатак историје уметности. Историја уметности обухвата проучавање предмета креираних у различитим културама широм света и кроз историју који преносе значење, значај или наменски служе пре свега као визуелна средства.

## Настанак историје уметности
Најстарији очувани записи о уметности који се могу класификовати као историја уметности су одломци из Природне историје Плинија Старијег (око 77-79), који се тичу развоја грчке скулптуре и сликарства. Из њих је могуће пратити идеје Ксенократа од Сикиона (око 280. године пре нове ере), грчког вајара који је вероватно био први историчар уметности. Плинијев рад, иако је углавном енциклопедија науке, имао је стога утицаја од ренесансе надаље. (Посебно су познати одломци о техникама које је сликар Апелес (око 332-329. п. н. е.) створио.) Слични, иако независни догађаји одвили су се у Кини у 6. веку, где је канон вредних уметника успостављен међу писцима школске званичне класе. Ови писци, који су нужно познавали калиграфију, били су и сами уметници. Уметници су описани у Сје Хеовом делу Шест принципа сликарства.
Један од зачетака историје уметности представља дело Ђорђа Вазарија, „Животи славних сликара, вајара и архитеката“ у коме је описивао животе уметника, њихова дела и технике које су користили. Био је Микеланђелов ученик.
Винкелман (Winkelman, Johann Joachim) (1717-1768) се сматра зачетником историје уметности као дисциплине коју данас познајемо. Веома је битно схватити период у коме је он живео јер ми данас целокупну историју уметности посматрамо кроз шаблон који је постављен у XVIII веку.
Историјом уметности су се бавили и:
- Гете
- Дидро
- Ригл

## Методологија
Историчар уметности приликом процеса анализе уметничког дела, ствараоца, или периода поставља себи два основна задатка:
- Први је приписивање одређеног уметничког дела; студија аутентичности уметничког дела; одређивање периода у стваралачком развоју уметника или културно-историјског периода; утицај на уметност или уметнике који следе; сакупљање биографских података уметника и документација о уметничком делу.
- Други се заснива на историјском истраживању стила или уметничког језика којим се уметник служио, са шире историјске перспективе, а која се састоји од упоређивања стила, периода или праваца из прошлости. За историчара је такође веома важна иконографија (симболи, тема и значење), која се може наћи у делу, периоду, или правцу који је предмет истраживања.

## Магија и ритуал - уметност праисторијског човека
Уметност праисторије
- Уметност палеолита
- Уметност мезолита
- Уметност неолита

## Уметност египатске цивилизације
Уметност старог Египта
- Старо краљевство
- Средње краљевство
- Ново краљевство

## Уметност првих цивилизација на истоку
Рана уметност на Истоку
- Месопотамска уметност
- Сумерска уметност
- Асирска уметност
- Персијска уметност

## Уметност Антике - Грчка и Рим
- Егејска уметност
  - Кикладска уметност
  - Минојска уметност
  - Микенска уметност
- Уметност старе Грчке
  - Хеленистичка уметност
- Етрурска уметност
- Римска уметност

## Почеци средњовековне уметности у Европи
Почеци средњовековне уметности
- Рана келтска уметност
- Келтска уметност
- Европска уметност гвозденог доба
- Викиншка уметност

## Развој средњовековне уметности у хришћанском и исламском свету
Средњовековна уметност
- Рана хришћанска уметност
- Византијска уметност
- Исламска уметност
- Уметност раног средњег века
- Романика
- Готика
- Готика у Италији, Шпанији и Португалу

## Уметност почетка модерног света - ренесанса и хуманизам у Европи

### Уметност у XV и XVI веку
- Ренесанса
- Рана ренесанса у Италији
- Ренесанса на северу Европе или касна готика
- Висока ренесанса у Италији
- Ренесанса у северним земљама северна ренесанса
- Венецијанска ренесанса
- Маниризам

## Уметност барока и романтизма

### Уметност у XVII веку
Барок

### Уметност у XVIII веку
- Рококо
- Класицизам
- Академизам

### Уметност у XIX веку
- Неокласицизам
- Романтизам
- Реализам
- Прерафаелити

## Почетак и настанак модерне уметности крајем XIX века

### Модерна уметност у XIX веку
- Импресионизам
- Постимпресионизам
- Неоимпресионизам
- Поентилизам
- Симболизам
- Наби
- Сецесија
  - Бечка сецесија
  - Југендстил
  - Арт Нуво
  - Каталонски модернизам

## Уметност индустријске револуције у Европи и прве авангарде

### Модерна уметност у XX веку
- Фовизам
- Експресионизам
- Кубизам
- Футуризам
- Апстрактна уметност
- Руска авангарда
  - Супрематизам
  - Конструктивизам
- Дадаизам
- Надреализам
- Де Стијл
- Нова објективност
- Соцреализам

## Модерна уметност после Другог светског рата
- Апстрактни експресионизам
- Поп-арт
- Оп уметност (Оптичка уметност)
- Минимализам
- Концептуална уметност
- Перформанс уметност
- Фотореализам
- Хиперреализам
- Видео уметност
- Пејзажна уметност или енвиронментал арт (хепенинг, уметничка инсталација, ленд-арт, итд.)

## Уметност глобализације света и технолошке револуције
Савремена уметност
Модернизам

## Завршетак модерне уметности - настанак нових форми у уметности
- Неоекспресионизам
- Постмодернизам

### Музеји и важни догађаји у савременој уметности
- Документа Касел
- Бијенале у Венецији

## Уметност јужнословенских народа на Балкану
- Бугарска уметност
- Хрватска уметност
- Македонска уметност
- Словеначка уметност
- Српска уметност
- Црногорска уметност